# Општина Радече
Општина Радече (словен. Radeče) је једна од општина Савињске регије у држави Словенији. Седиште општине је истоимени градић Радече.

## Природне одлике
Рељеф: Општина Радече налази се у средишњем делу Словеније, у области Засавље. Општина је у уској долини реке Саве, на падинама Посавског Хрибовја.
Клима: У општини влада умерено континентална клима.
Воде: Најважнији водоток у општини је река Сава. Сви остали водотоци су мали и њене су притоке.

## Становништво
Општина Радече је средње густо насељена.

## Насеља општине
| - Брунк - Бруншка Гора - Врхово - Горељце - Добрава - Жебник | - Заград - Заврате - Јагњеница - Јелово - Лог при Врховем - Лошка Гора | - Мочилно - Њивице - Обрежје - Почаково - Прапретно - Радече | - Рудна Вас - Стари Двор - Свибно - Хотемеж - Чимерно |  |